# 黃腹紋霸鶲
黃腹紋霸鶲（Empidonax flaviventris）是一種細小及吃昆蟲的霸鶲。
黃腹紋霸鶲上身呈橄欖褐色，雙翼及尾巴較深色，下身則呈黃色。眼睛上有白圈，白色的翼幹，尾巴短小。細小的鳥喙上部呈深色，下部則呈橙粉紅色。
黃腹紋霸鶲棲息在加拿大及美國東北部的潮濕樹林中，尤其是在泥沼的樹林中。鳥巢是以水蘚造成，設置於地上或近地面的地方。
黃腹紋霸鶲是會遷徙的鳥類，會遷徙至墨西哥南部及中美洲。
黃腹紋霸鶲會待在樹木的中間或下部位置捕捉昆蟲，有時則在葉堆中覓食。牠們有時會吃草莓或種子。

## 外部連結
- John Audubon的介紹
- Cornell Lab of Ornithology （页面存档备份，存于）
- Yellow-bellied Flycatcher USGS Patuxent Bird Identification InfoCenter （页面存档备份，存于）
- South Dakota Birds and Birding （页面存档备份，存于）
- 黃腹紋霸鶲的图片